# یک دقیقه داغ
«یک دقیقه داغ» (به انگلیسی: One Hot Minute) آلبومی از رد هات چیلی پپرز است که در سال ۱۹۹۵ میلادی منتشر شد.